# Charaxes thysii
Charaxes thysii är en fjärilsart som beskrevs av Jean-Baptiste Capronnier 1889. Charaxes thysii ingår i släktet Charaxes och familjen praktfjärilar. Inga underarter finns listade i Catalogue of Life.